# Franziska Brauße
Franziska Brauße (Metzingen, 20 de noviembre de 1998) es una deportista alemana que compite en ciclismo en las modalidades de pista y ruta.
Participó en los Juegos Olímpicos de Tokio 2020, obteniendo una medalla de oro en la prueba de persecución por equipos (junto con Lisa Brennauer, Lisa Klein y Mieke Kröger).
Ganó siete medallas en el Campeonato Mundial de Ciclismo en Pista entre los años 2020 y 2024, y nueve medallas en el Campeonato Europeo de Ciclismo en Pista entre los años 2019 y 2025.

## Medallero internacional
| Juegos Olímpicos   | Juegos Olímpicos         | Juegos Olímpicos  | Juegos Olímpicos        |
| Año                | Lugar                    | Medalla           | Competición             |
| ------------------ | ------------------------ | ----------------- | ----------------------- |
| 2020               | Tokio (Japón)            | Medalla de oro    | Persecución por equipos |
| Campeonato Mundial |                          |                   |                         |
| Año                | Lugar                    | Medalla           | Competición             |
| 2020               | Berlín (Alemania)        | Medalla de bronce | Persecución por equipos |
| 2020               | Berlín (Alemania)        | Medalla de bronce | Persecución individual  |
| 2021               | Roubaix (Francia)        | Medalla de oro    | Persecución por equipos |
| 2021               | Roubaix (Francia)        | Medalla de plata  | Persecución individual  |
| 2022               | Saint-Quentin (Francia)  | Medalla de oro    | Persecución individual  |
| 2023               | Glasgow (Reino Unido)    | Medalla de plata  | Persecución individual  |
| 2024               | Ballerup (Dinamarca)     | Medalla de plata  | Persecución por equipos |
| Campeonato Europeo |                          |                   |                         |
| Año                | Lugar                    | Medalla           | Competición             |
| 2019               | Apeldoorn (Países Bajos) | Medalla de oro    | Persecución individual  |
| 2019               | Apeldoorn (Países Bajos) | Medalla de plata  | Persecución por equipos |
| 2021               | Grenchen (Suiza)         | Medalla de oro    | Persecución por equipos |
| 2022               | Múnich (Alemania)        | Medalla de oro    | Persecución por equipos |
| 2023               | Grenchen (Suiza)         | Medalla de oro    | Persecución individual  |
| 2023               | Grenchen (Suiza)         | Medalla de bronce | Persecución por equipos |
| 2024               | Apeldoorn (Países Bajos) | Medalla de plata  | Persecución individual  |
| 2024               | Apeldoorn (Países Bajos) | Medalla de bronce | Persecución por equipos |
| 2025               | Heusden-Zolder (Bélgica) | Medalla de plata  | Persecución por equipos |

## Palmarés
2023
- 1 etapa del Giro de la Toscana-Memorial Michela Fanini

2024
- Chrono Gatineau

2025
- 2.ª en el Campeonato de Alemania Contrarreloj

## Equipos
- WNT (07.2019-)
  - WNT-Rotor Pro Cycling (07.2019-12.2019)
  - Ceratizit-WNT Pro Cycling (2020-)